# Обуховка (Крым)
Обуховка  (до 1948 года Нарима́новка; укр. Обухівка, крымскотат. Narimanovka, Наримановка) — исчезнувшее село в Советском районе Республики Крым, располагавшееся на востоке района, в степном Крыму, у границы с Кировским районом в долине реки Мокрый Индол, примерно в 2 км к югу от современного села Ильичёво.

## История
Впервые в доступных источниках Наримановка встречается на карте 1924 года. Согласно Списку населённых пунктов Крымской АССР по Всесоюзной переписи 17 декабря 1926 года, в селе Наримановка, Ак-Кобекского сельсовета Феодосийского района, числилось 16 дворов, все крестьянские, население составлял 75 человек, из них 70 украинцев и 5 русских. Постановлением ВЦИК «О реорганизации сети районов Крымской АССР» от 30 октября 1930 года Феодосийский район был упразднён и был создан Сейтлерский район (по другим сведениям 15 сентября 1931 года), в который включили село, а с образованием в 1935 году Ичкинского — в состав нового район.
После освобождения Крыма от фашистов, 12 августа 1944 года было принято постановление № ГОКО-6372с «О переселении колхозников в районы Крыма» и в сентябре 1944 года в район приехали первые новоселы (180 семей) из Тамбовской области, а в начале 1950-х годов последовала вторая волна переселенцев из различных областей Украины. С 25 июня 1946 года Наримановка в составе Крымской области РСФСР. Указом Президиума Верховного Совета РСФСР от 18 мая 1948 года, Наримановку переименовали в Обуховку. 26 апреля 1954 года Крымская область была передана из состава РСФСР в состав УССР, в том же году Восточненский и Шахтинский сельсоветы были объединены в Ильичёвский. Ликвидирована до 1960 года, поскольку в «Справочнике административно-территориального деления Крымской области на 15 июня 1960 года» селение уже не значилось (согласно справочнику «Крымская область. Административно-территориальное деление на 1 января 1968 года» — в период с 1954 по 1968 год, как посёлок Ильичёвского сельсовета).